# Enchodus
Enchodus — викопний рід авлопоподібних риб вимерлої родини Enchodontidae, що існував у пізній крейді, палеоцені та еоцені (112-37 млн років тому). Скам'янілі рештки знайдені на всіх континентах.

## Опис

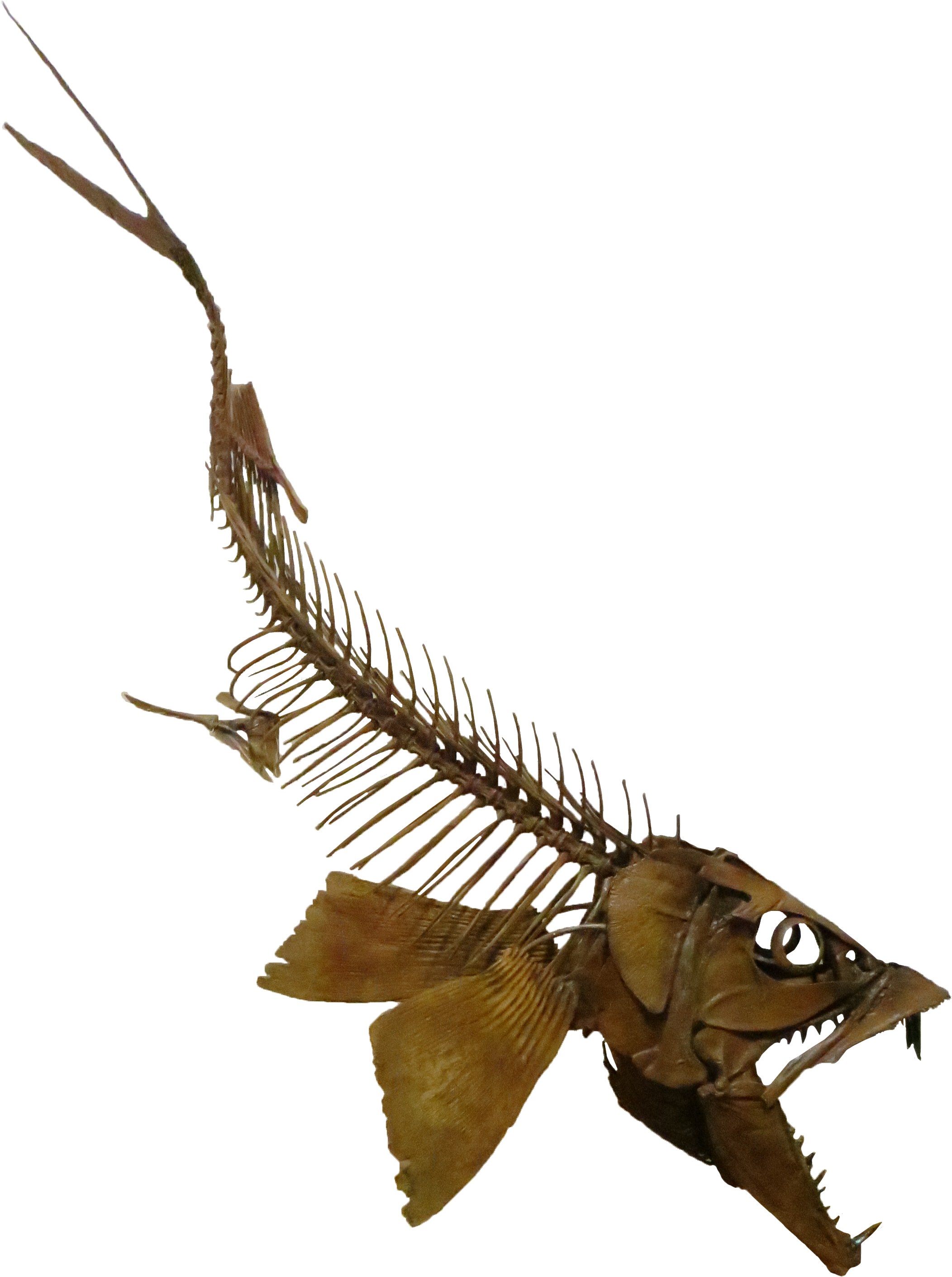
Реконструкція скелета

Різні види Enchodus сягали різної довжини, найбільшим видом був E. petrosus, який виростав до 1,5 метрів завдовжки. Характерною рисою цієї риби є довгі (до 6 см у E. petrosus) іклоподібні зуби, що призначалися, ймовірно, для утримання здобичі: риб, головоногих молюсків. Тим не менш, ці зуби не могли відривати дрібніші шматки плоті. Ймовірно, енходус використовував серію швидких рухів, розтискаючи та стискаючи щелепи. Крім того, нахил рота вниз полегшив би подібний метод харчування, оскільки дозволив би нижній щелепі відкриватися далі та ширше. Така будова щелеп може також вказувати на те, що енходус наближався до здобичі під невеликим кутом подібно до інших риб зі схожою будовою.